# Mona Lisa Smile
Mona Lisa Smile is een film uit 2003 onder regie van Mike Newell. Het hiervoor geschreven nummer The Heart of Every Girl van Elton John werd genomineerd voor onder meer een Golden Globe en een Golden Satellite Award.

## Verhaal
Het is 1953. Katherine Watson verlaat haar vriendje om les te geven aan een universiteit voor vrouwen, de Wellesley College. Ze wil haar leerlingen niet alleen lesgeven, maar ook zelfvertrouwen geven voor in hun toekomst. Ze wil dat ze succesvol worden, maar haar studentes zijn opgevoed met het idee huisvrouw te zullen worden en voor de kinderen te gaan zorgen. Niet iedereen gelooft in haar manier van lesgeven en men maakt daar ook geen geheim van.

## Rolverdeling
| Acteur            | Personage            |
| ----------------- | -------------------- |
| Julia Roberts     | Katherine Ann Watson |
| Kirsten Dunst     | Betty Warren         |
| Julia Stiles      | Joan Brandwyn        |
| Maggie Gyllenhaal | Giselle Levy         |
| Ginnifer Goodwin  | Connie Baker         |
| Dominic West      | Bill Dunbar          |
| Juliet Stevenson  | Amanda Armstrong     |
| Marcia Gay Harden | Nancy Abbey          |
| John Slattery     | Paul Moore           |
| Marian Seldes     | Jocelyn Carr         |
| Donna Mitchell    | Mrs. Warren          |
| Terence Rigby     | Dr. Edward Staunton  |
| Laura Allen       | Susan Delacorte      |
| Topher Grace      | Tommy Donegal        |
| Jordan Bridges    | Spencer Jones        |
| Aleksa Palladino  | Frances              |